# El Doncello
El Doncello ist eine Gemeinde (municipio) im Departamento Caquetá in Kolumbien.

## Geographie
El Doncello liegt im Norden von Caquetá, etwa 60 km von Florencia entfernt auf einer Höhe von 480 Metern und hat eine Durchschnittstemperatur von 26 °C. El Doncello liegt am Fuße der Anden am Übergang zum Amazonasgebiet. An die Gemeinde grenzen im Norden Algeciras im Departamento del Huila, im Osten Puerto Rico, im Süden Cartagena del Chairá und im Westen El Paujil.

## Bevölkerung
Die Gemeinde El Doncello hat 22.306 Einwohner, von denen 14.663 im städtischen Teil (cabecera municipal) der Gemeinde leben (Stand: 2019).

## Geschichte
Bei der Besiedlung des Nordens von Caquetá wurde eine Ortschaft auf dem Weg zwischen Florencia und Puerto Rico benötigt. Dafür wurde 1951 eine kleine Siedlung um eine Kirche und eine Schule errichtet und 1952 eine Polizeiinspektion eingerichtet. El Doncello erhielt 1956 den Status eines Corregimientos und 1967 den Status einer Gemeinde.

## Wirtschaft
Der wichtigste Wirtschaftszweig von El Doncello ist die Tierhaltung. Zudem spielt der Anbau von landwirtschaftlichen Produkten eine gewisse Rolle.

## Verkehr
Der nächste Flughafen befindet sich in Florencia. Es besteht eine Straßenanbindung an Florencia und die Nachbargemeinden La Montañita, El Paujil, Puerto Rico und San Vicente del Caguán.